# 滕處厚
滕處厚（?—?），字景仲，一字谨仲，全州清湘（今广西）人。
早年就讀於靖州鹤山书院，深邃於《春秋》之學，喜談天下的大事。當時魏了翁在靖州，處厚闻其名，前来问学，又教導翁子读书。滕處厚後來寫書魏了翁說：“漢人謂士修於家，而壞於天子之庭。夫能珠於天子之庭者，必其未嘗修之於家者也。”调柳州马平步尉。累官潭州甘泉酒库，兼元帅幕府。临死时，谈笑吟诗以終。 